# Polimerni/organski fotonaponski članci
Polimerni solarni članak vrsta je fleksibilnog solarnog članka, izrađenog od polimera (velikih molekula s dijelovima koji se ponavljaju i tvore dugačke lance) koja proizvodi električnu energiju iz sunca pomoću fotoelektričnog efekta. Pod polimerni solarni članci spadaju i organski solarni članci (također nazvane i "plastični solarni članci"). One su vrsta solarnih članaka od tankog filma, dok su ostale vrste trenutno mnogo stabilniji solarni članci od amorfnog silicija. Tehnologija polimernih solarnih članaka je relativno nova i trenutno je tema istraživanja mnogih sveučilišta, nacionalnih laboratorija i tvrtki diljem svijeta.
- Trenutno je većina solarnih članaka za komercijalnu upotrebu izrađena od rafiniranog, visoko pročišćenog kristalnog silicija, koji je sličan materijalu za izradu integriranih strujnih krugova i kompjutorskih čipova. Zbog velikih troškova silicijskih solarnih članaka, te složenog postupka proizvodnje, razvio se veliki interes za razvitak alternativnih fotonaponskih tehnologija.

- U uspredbi s uređajima na bazi silicija, polimerne solarni članci su lagani (što je važno za male senzore sa samoupravljanjem), mogu biti korišteni za jednokratnu upotrebu, relativno su jeftini za izradu (ponekad koristeći tiskanu elektroniku), fleksibilni, mogu se prilagoditi za upotrebu na molekularnoj razini, te su manje štetni za okoliš. Primjer takvog uređaja prikazan je na Slici 1. Nedostatci polimernih fotonaponskih članaka su također ozbiljni:  pružaju otprilike 1/3 učinkovitosti čvrstih materijala, te su relativno nestabilni prilikom fotokemijske razgradnje. Zbog toga, unatoč daljnjim napredcima u poluvodljivim polimerima, velika većina solarnih članaka i dalje ovisi o anorganskim materijalima.[1]

- Polimerni solarni članci trenutno nisu dovoljno učinkoviti za velike primjene, te imaju probleme sa stabilnošću,[2] ali obećavaju znatno smanjenje troškova proizvodnje,[3] a s vremenom i veliku učinkovitost,[4] te su zbog toga jedne od najpopularnijih u području istraživanja solarnih članaka.[2] Vrijedi spomenuti da su najmoderniji uređaji proizvedeni u akademskim laboratorijima (u čemu prednjači grupa istraživača na UCLA, po vodstvom Yang Yanga) dosegli ovjerene učinkovitosti iznad 8%,[5] dok su još neobjavljeni uređaji (vjerojatno kako bi ostali u tajnosti za industrijske svrhe) navodno prešli i 10%-tnu učinkovitost.[6]

## Mehanizam
Polimerne solarni članci obično se sastoje od gornjeg sloja koji blokira elektrone ili praznine, zatim od staklenog sloja vodljivog indij-kositar oksida (ITO), pa sloja elektrona donora i elektrona akceptora (u slučaju solarnih članaka s raspršenim heterospojevima), nakon toga sloja koji blokira elektrone ili praznine i na kraju metalne elektrode. Priroda i raspored blokirajućih slojeva (kao i priroda metalne elektrode) ovisi o strukturi samog uređaja, je li uobičajene ili obrnute arhitekture.
U polimernim solarnim člancima s raspršenim heterospojevima, svjetlost generira ekscitone, nakon čega slijedi razdvajanje naboja na sučelju mješavine elektrona donora i elektrona akceptora, unutar aktivnog sloja samog uređaja. Ti naboji zatim odlaze na elektrode uređaja, a potom izlaze iz članka, obave određeni rad, a zatim ponovno ulaze u uređaj sa suprotne strane. Mobilnost praznina omogućava bržu provodljivost kroz aktivni sloj.

## Struktura
Najjednostavniji organski fotonaponski uređaj ima ravninski heterospoj. Film aktivnog polimera (donora) i film elektrona akceptora smješten je između kontakata. Ekscitoni nastali u području donora mogu difundirati prema spoju, te se razdvojiti ostavljajući za sobom prazninu dok elektron prelazi u akceptor. S obzirom na to da nosioci naboja imaju duljinu difuzije od samo 3-10 nm u tipičnim organskim poluvodičima, ravninski članci moraju biti tanki, međutim one ne upijaju svjetlost tako dobro. Odgovor na to su raspršeni heterospojevi kod kojih je bitno izabrati prikladan materijal, otapala i omjer težine donora-akceptora.

## Organski fotonaponski članci
Organski fotonaponski članak ili plastični fotonaponski članak je vrsta polimernog solarnog članka koji koristi organsku elektroniku, granu elektronike čiji su dijelovi načinjeni od vodljivih organskih polimera ili malih organskih molekula, za apsorpciju svjetlosti i prijenos naboja kako bi pomoću fotoelektričnog efekta proizvela električnu energiju iz sunčeve energije.
Plastični materijali korišteni u proizvodnji organskih solarnih članaka imaju nisku proizvodnu cijenu za velike količine. Zajedno s fleksibilnošću organskih molekula, organski solarni članci imaju mogućnost visoke isplativosti prilikom korištenja u fotonaponske svrhe. Molekularni inženjering (npr. promjena doljine i funkcijske skupine polimera) može promijeniti energetski pojas (područje u kojem elektroni ne mogu obitavati) što omogućava kemijske promjene u tim materijalima. Koeficijent optičke apsorpcije organskih molekula je visok, tako da mala količina materijala može upiti veliku količinu svjetlosti.
Glavni nedostatci povezani s organskim fotonaponskim člancima su 
- niska učinkovitost
- slaba stabilnost
- mala snaga u usporedbi s anorganskim fotonaponskim člancima.

### Organski fotonaponski materijali
Fotonaponski članak je specijalizirana poluvodljiva dioda koja vidljivu svjetlost pretvara u istosmjernu električnu energiju (en. direct current, DC). Neki fotonaponski članci mogu pretvarati i infracrveno ili ultraljubičastozračenje u istosmjernu električnu energiju. Zajednička osobina malih molekula i polimera (Slika 2) korištenih u fotonaponskim člancima, jest da imaju velike konjugirane sustave. Konjugirani sustav se formira na mjestima gdje atomi ugljika stvaraju kovalentnu vezu s promjenjivim uzorkom jednostrukih i dvostrukih veza. Drugim riječima, to su kemijske reakcije između ugljikovodika. Elektroni pz-orbitala tih ugljikohidrata se delokaliziraju i stvaraju delokaliziranu poveznu π-orbitalu s pripadajućom π*-orbitalom koja ima dodatnu nodalnu ravninu između π-orbitala. Delokalizirana π-orbitala je najviše popunjena orbitala u molekuli (en. HOMO), dok je π*-orbitala najniže nepopunjena orbitala u molekuli (en. LUMO). Procjep između HOMO-a i LUMO-a smatra se energetskim pojasom organskih elektroničkih materijala. Taj pojas je uglavnom u rasponu od 1-4 eV.
Kada ti materijali apsorbiraju foton, stvara se uzbuđeno stanje koje se zatvara unutar molekule ili u područje lanca polimera. To uzbuđeno stanje može se smatrati i parom elektron-šupljina održanih na okupu elektrostatskim djelovanjem, tj. eksciton. U fotonaponskim člancima ekscitoni su razbijeni na slobodne parove elektron-šupljina. To uzrokuje pad ekscitona iz provodljivog pojasa apsorpcijske molekule u provodljivi pojas akceptorske molekule. Neophodno je da akceptorski materijal ima niži rub provodljivog pojasa od apsorpcijskog materijala.

### Vrste spojeva za organske fotonaponske članke

#### Jednoslojni organski fotonaponski članak
Jednoslojni organski fotonaponski članci su najjednostavniji od različitih oblika unutar svoje vrste. Načinjeni su umetanjem sloja organskog elektroničkog materijala između dva metalna vodiča. Obično je to sloj indij-kositar oksida (ITO), koji ima visoki izlazni rad materijala,  te sloj metala s niskim izlaznim radom materijala poput Al, Mg i Ca. Osnovna struktura takvog članka prikazana je na Slici 3.
Zbog razlike u izlaznom radu materijala tih dvaju vodiča dolazi do pojave električnog polja u organskom sloju. Kada organski sloj članka apsorbira svjetlost elektroni će biti pobuđeni u najniže nepopunjenu orbitalu u molekuli (LUMO) i ostaviti praznine u najviše popunjenoj orbitali u molekuli (HOMO), te tako stvarajući ekscitone. Potencijal nastao razlikom između izlaznih radova materijala pomaže u razbijanju parova ekscitona. To se ostvaruje povlačenjem elektrona prema pozitivnoj elektrodi (električni vodič koji ostvaruje kontakt s nemetalnim dijelom sustava) i nastalih praznina prema negativnoj elektrodi. Kao posljedica ovog procesa nastaju električna energija i napon koji se onda mogu koristiti za izvođenje nekog rada.

##### Problemi
U praksi, jednoslojne organski fotonaponski članci ne rade dobro. Imaju lošu učinkovitost na kvantnoj razini (<1%) i nisku učinkovitost pri pretvorbi energije (<0,1%). Najveći problem leži u činjenici da električno polje, nastalo kao posljedica razlike između vodljive elektrode, je rijetko dovoljno jako da bi razbilo generirane ekscitone. Elektroni se često izmjenjuju s prazninama umjesto da odlaze prema elektrodi. Kako bi se riješio ovaj problem, razvijeni su organski fotonaponski članci s više slojeva.

#### Dvoslojni organski fotonaponski članci
Ova vrsta organskih fotonaponskih članaka sadrži dva različita sloja između vodljivih elektroda (Slika 4). Ta dva sloja materijala imaju različit afinitet prema elektronima i različitu energiju ionizacije, pa se elektrostatske sile stvaraju na sučelju između ta dva sloja. Materijali za unutrašnje slojeve se pomno biraju s ciljem da te razlike budu dovoljno velike kako bi lokalna električna polja bila jaka, što onda može dovesti do mnogo učinkovitijeg razbijanja ekscitona nego što je to moguće kod jednoslojnih fotonaponskih članaka. Sloj koji ima viši afinitet prema elektronima i višu energiju ionizacije je elektron akceptor, dok je drugi sloj elektron donor. Takva struktura se još zove i ravninski donor-akceptor heterospoj.

##### Problemi
Difuzijska duljina ekscitona u organskim elektroničkim materijalima je uglavnom reda od 10 nm. Kako bi većina ekscitona difundirala do sučelja slojeva i razbila se u nosioce, debljina slojeva bi trebala biti otprilike jednaka difuzijskoj duljini ekscitona. Međutim, polimerni sloj uglavnom treba biti debljine barem 100 nm kako bi mogao upiti dovoljno svjetlosti. S obzirom na tako veliku debljinu samo mali dio ekscitona može doprijeti do sučelja heterospoja. Da bi se riješio taj problem, došlo je do razvoja fotonaponskih članaka s raspršenim heterospojevima.

#### Fotonaponski članci s raspršenim heterospojevima
Kod ove vrste fotonaponskih članaka, elektron donor i elektron akceptor su pomiješani zajedno, stvarajući polimernu mješavinu (Slika 5). Ako je duljina mješavine sličan difuzijskoj duljini ekscitona, većina ekscitona iz bilo kojeg materijala bi mogla doseći sučelje, gdje se ekscitoni uspješno razbijaju. Elektroni dolaze u akceptorsko područje, prenose se kroz uređaj i zatim ih skuplja jedna od elektroda, dok se praznine povlače u suprotnom smjeru i skupljaju se na drugoj strani.

#### Fotonaponski članci s postupnim heterospojevima
Kod ove vrste fotonaponskih članaka, elektron donor i elektron akceptor su pomiješani zajedno, kao kod članaka s raspršenim heterospojevima, ali tako da je prijelaz postupan. Ovakva struktura kombinira kratku udaljenost koju elektron mora prijeći kod raspršenih heterospojeva s prednošću postupnog prijelaza naboja kod dvoslojne tehnologije.

### Trenutni izazovi i nedavni napredak
Poteškoće vezane za organske fotonaponske članke uključuju nisku učinkovitost na kvantnoj razini (~3%) u usporedbi s anorganskim fotonaponskim uređajima; najviše zbog velikog energetskog pojasa organskih materijala.  Nestabilnosti prilikom oksidacije i redukcije, rekristalizacija i temperaturne varijacije također mogu dovesti do propadanja uređaja i smanjenog djelovanja tijekom vremena. Ovo se može dogoditi u različitoj mjeri na uređajima s različitim sastavom. Na tome aktivno rade mnoga istraživanja.
Još neki važni faktori su i duljina difuzije ekscitona, razdvajanje i sakupljanje naboja, te transport i mobilnost naboja, na koje prisutnost raznih nečistoća može utjecati.

## Utjecaj morfologije filma
Kao što je već opisano, raspršeni heterospojevi donor-akceptorskih materijala imaju visoku kvantnu učinkovitost u usporedbi s ravninskim heterospojevima. Razlog tome je veća vjerojatnost da će eksciton pronaći sučelje koje odgovara njegovoj difuzijskoj duljini u raspršenim heterospojevima, nego u ravninskim. Morfologija filma također može imati veliki utjecaj na kvatnu učinkovitost uređaja. Grube površine, te prisutnost rupica i praznina može povećati serijski otpor i vjerojatnost nastanka kratkog spoja. Morfologija filma, a zbog nje i kvantna učinkovitost, mogu se usavršiti žarenjem uređaja i to nakon što ga se obloži metalnom katodom. Metalni film, položen na organski, prenosi naprezanja na organski film, što sprječava popuštanje morfologije samog organskog filma. To rezultira gusto zbijenim filmovima, te u isto vrijeme omogućava formiranje donor-akceptorskog sučelja (s odvojenim fazama u kojem može doći do proboja ekscitona) unutar raspršenog ili organskog tankog filma, koji može biti debljine od djelića nanometra do nekoliko mikrometara.

## Heterospojevi kontroliranog rasta
Na području donor-akceptorskog sučelja dolazi do razdvajanja naboja. Putujući prema elektrodi može doći do zarobljivanja naboja i/ili se može prerazmjestiti unutar poremećenog probojnog organskog materijala, što konačno dovodi do smanjene učinkovitosti uređaja. Kontrola rasta heterospojeva pruža bolju kontrolu položaja donor-akceptorskih materijala, što dovodi do mnogo veće energetske učinkovitosti (omjer izlazne i ulazne snage). Prema tome, izbor parametara pogodnih za obradu, kako bi se bolje kontrolirala struktura i morfologija filma je vrlo poželjan.

## Infracrveni fotonaponski članci
Infracrveni članci lakše upijaju svjetlost iz infracrvenog raspona nego valnu duljinu vidljive svjetlosti. Od 2012., takvi članci mogu biti gotovo 70% prozirni za vidljivu svjetlost. Navodno mogu biti proizvedeni u velikim količinama za male troškove koristeći obradu pomoću otopina. Koriste srebrnu kompozitnu mrežu nanožica/titanijevog dioksida kao prozirni gornji elektrodni sloj, time zamijenivši konvencionalne neprozirne metalne elektrode. Takvi članci omogućavaju da dvije trećine vidljive svjetlosti koja pada na njih prođu kroz njih, što im omogućava pretvorbu energije od 4 %.

## Komercijalizacija
U ovom trenutku pitanje je koliko polimerni fotonaponski članci mogu konkurirati silicijskim solarnim člancima na komercijalnom tržištu s obzirom na mnogo manju učinkovitost u pretvorbi energije od 10%. Polimernim člancima također nedostaje i zaštitni premaz koji bi ih štitio od vanjskih utjecaja. Zbog tih nedostataka još uvijek se ne proizvode masovno.